# Gérard Menuel
Gérard Menuel, né le 7 mai 1952 à Jasseines (Aube), est un homme politique français.
Membre de l'UMP, puis des Républicains, il est député de la troisième circonscription de l'Aube de juin 1995 à avril 1997, de juillet 2005 à juin 2007, d'avril 2010 à juin 2012, puis de décembre 2014 à juin 2022.

## Biographie
Agriculteur de profession, il exerce de nombreuses responsabilités dans le syndicalisme agricole local, départemental, régional puis national. Il est tout d'abord vice-président puis secrétaire général du CDJA de l'Aube. En 1985, il devient président de la FDSEA du même département avant d'occuper à partir de 1992, le poste de président de Chambre d'Agriculture de l'Aube. 
Sa rencontre avec François Baroin oriente sa carrière vers des fonctions directement liées à la politique. Suppléant de François Baroin, il siège pour la troisième fois sur les bancs de l'Assemblée Nationale, en remplacement de ce dernier nommé ministre du Budget, des Comptes Publics et de la Réforme de l'État. Député de la troisième circonscription de l'Aube jusqu'en juin 2012, il est membre de l'UMP.
Il participe aux démarches d'aide aux familles à la recherche des vingt soldats prisonniers disparus en Algérie dans les Abdellys et non restitués à la France contrairement à ce qui était prévu dans les accords d'Évian.
Il est élu pour la première fois député le 14 décembre 2014, à l'issue du second tour de l'élection législative partielle où il s'impose face au candidat du Front national Bruno Subtil avec 63,85 % des voix,.
Il soutient initialement François Fillon pour la primaire présidentielle des Républicains de 2016. Il parraine toutefois Nicolas Sarkozy.
Lors des élections législatives de 2017, il est réélu député au second tour, avec 52,72 % des voix.
En 2022, à 69 ans, il ne se présente pas pour un autre mandat.

## Détail des mandats

### Mandats nationaux
- Député de l'Aube de 2014 à 2022.
- Député de l'Aube de 1995 à 1997, de 2005 à 2007 et de 2010 à 2012 (en remplacement de François Baroin devenu ministre). Il siège à la commission du Développement durable et de l'Aménagement du territoire.

### Mandats locaux
- Adjoint au maire de Troyes depuis 1995, chargé des Finances, de la Commande Publique et du Protocole
- Président de la commission Économie/Emploi du conseil communautaire du Grand Troyes
- Vice-président du conseil régional de Champagne-Ardenne de 1998 à 2004
- Conseiller régional de Champagne-Ardenne de 2004 à 2005, puis en 2010

## Distinctions
- Officier de l'ordre du Mérite agricole
- Chevalier de la Légion d'honneur